# Zanthoxylum ovalifolium
Zanthoxylum ovalifolium är en vinruteväxtart som beskrevs av Robert Wight. Zanthoxylum ovalifolium ingår i släktet Zanthoxylum och familjen vinruteväxter. Inga underarter finns listade i Catalogue of Life.